# Sông Son
Sông Son, còn gọi là Nguồn Son, Rào Son, sông Troóc hay sông Tróc, là một chi lưu của sông Gianh ở Bắc Trung Bộ. Sông chảy hoàn toàn trên địa phận tỉnh Quảng Bình. Một phần thượng nguồn của sông dài 7.729 mét chảy ngầm trong các núi đá vôi ở phía tây Quảng Bình. Sông Son chảy ra từ cửa động Phong Nha nằm trên đất làng Phong Nha thuộc thị trấn Phong Nha, huyện Bố Trạch. Nó hợp lưu với sông Gianh tại thị xã Ba Đồn. Sau năm 1630, sông Son – sông Gianh là ranh giới tự nhiên giữa châu Bắc Bố Chính và châu Nam Bố Chính, và sau này cũng là ranh giới chính thức giữa Đàng Ngoài và Đàng Trong.

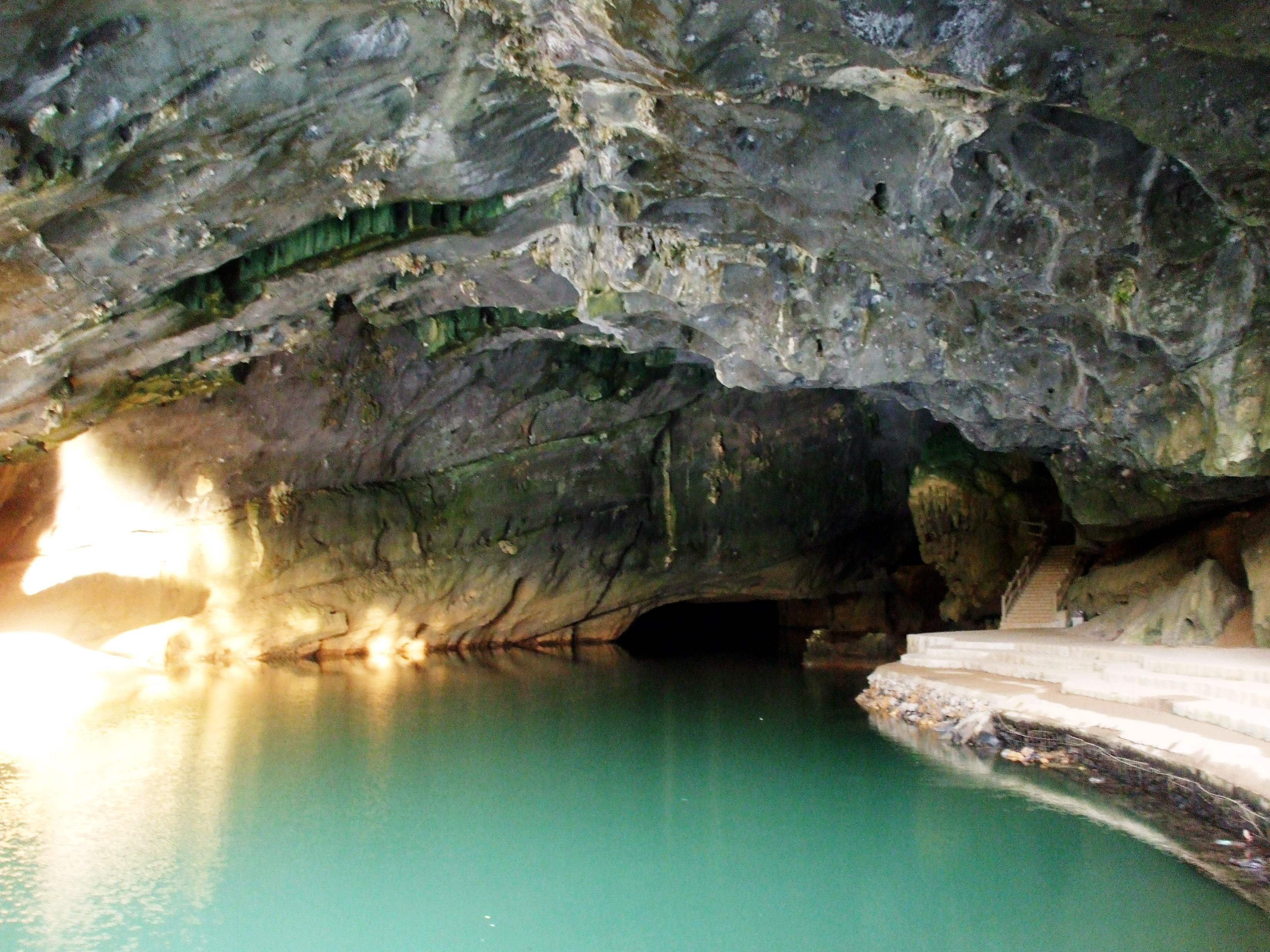
Sông Son chảy trong động Phong Nha

Trong đoạn tả về sông Linh Giang (tức sông Gianh), sách Đại Nam nhất thống chí viết: "..., phía Tây Nam có sông Nguồn Son đến từ các núi Mang Khê, Ba Trinh, hợp với sông Cổ Bông mà vào, làm sông La Hà, bẻ về phía Đông Bắc làm sông Linh Giang mà ra biển."
Có nhiều truyền thuyết về nguồn gốc của tên dòng sông Son. Một truyền thuyết cho rằng vì vào đầu thế kỷ 19, quân Tây Sơn bị quân của Nguyễn Ánh giết chết nhiều tại sông này, máu loang ra đỏ cả dòng sông. Truyền thuyết khác kể về một chuyện tình giữa một cô gái con nhà giàu và một chàng trai con nhà nghèo. Mặc dù bị gia đình phản đối do không môn đăng hộ đối, cô gái vẫn sắt son. Cuối cùng hai người dẫn nhau tới dòng sông này tự vẫn. Người dân quanh vùng cảm động trước mối tình của hai người nên đặt tên là sông Son. Tuy nhiên, nhiều người địa phương nói rằng gọi là sông Son vì vào mùa mưa lũ, nước sông rất đỏ.

## Ảnh

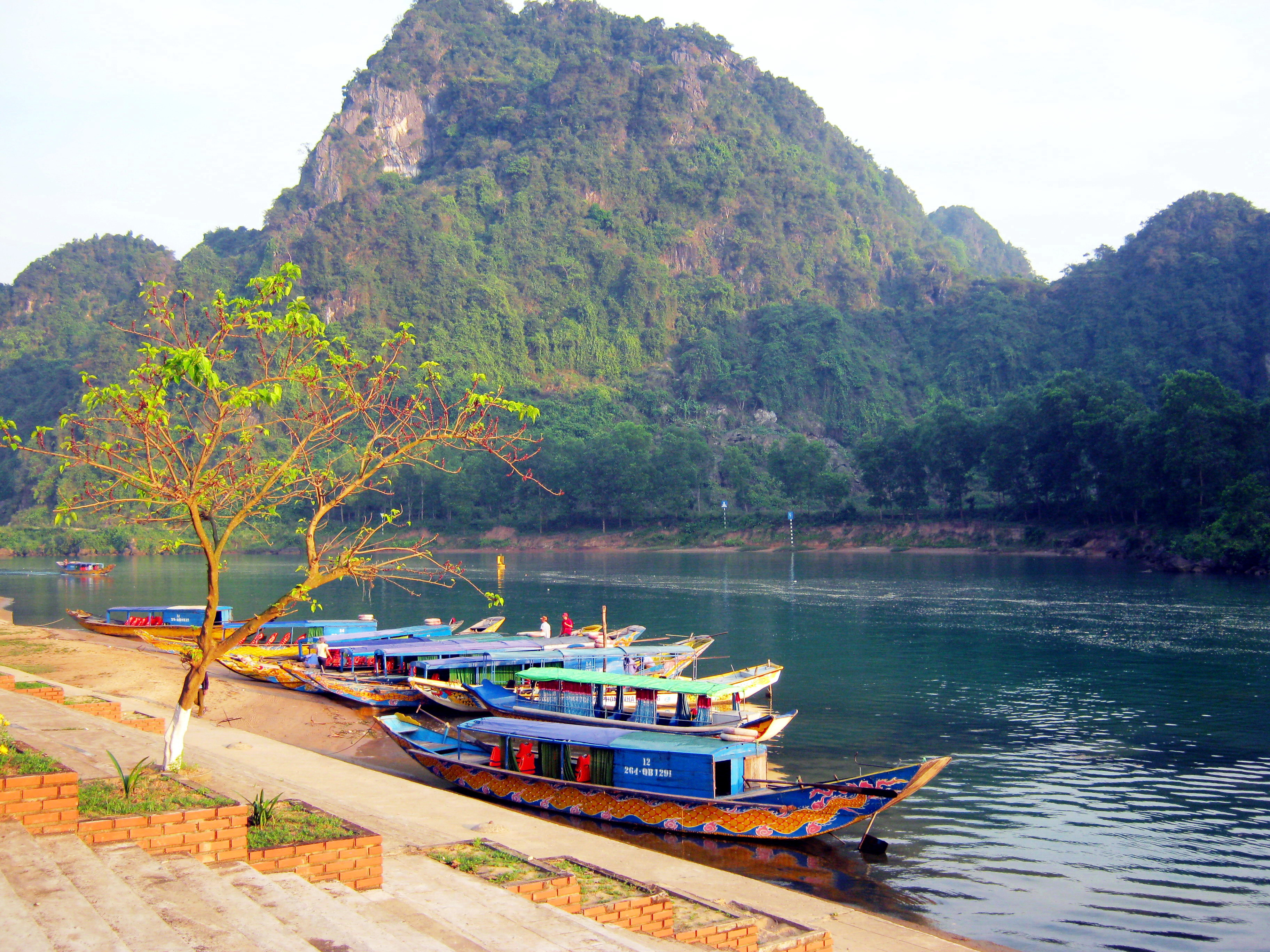
Sông Son, đoạn nơi bến thuyền đi tham quan động phong Nha
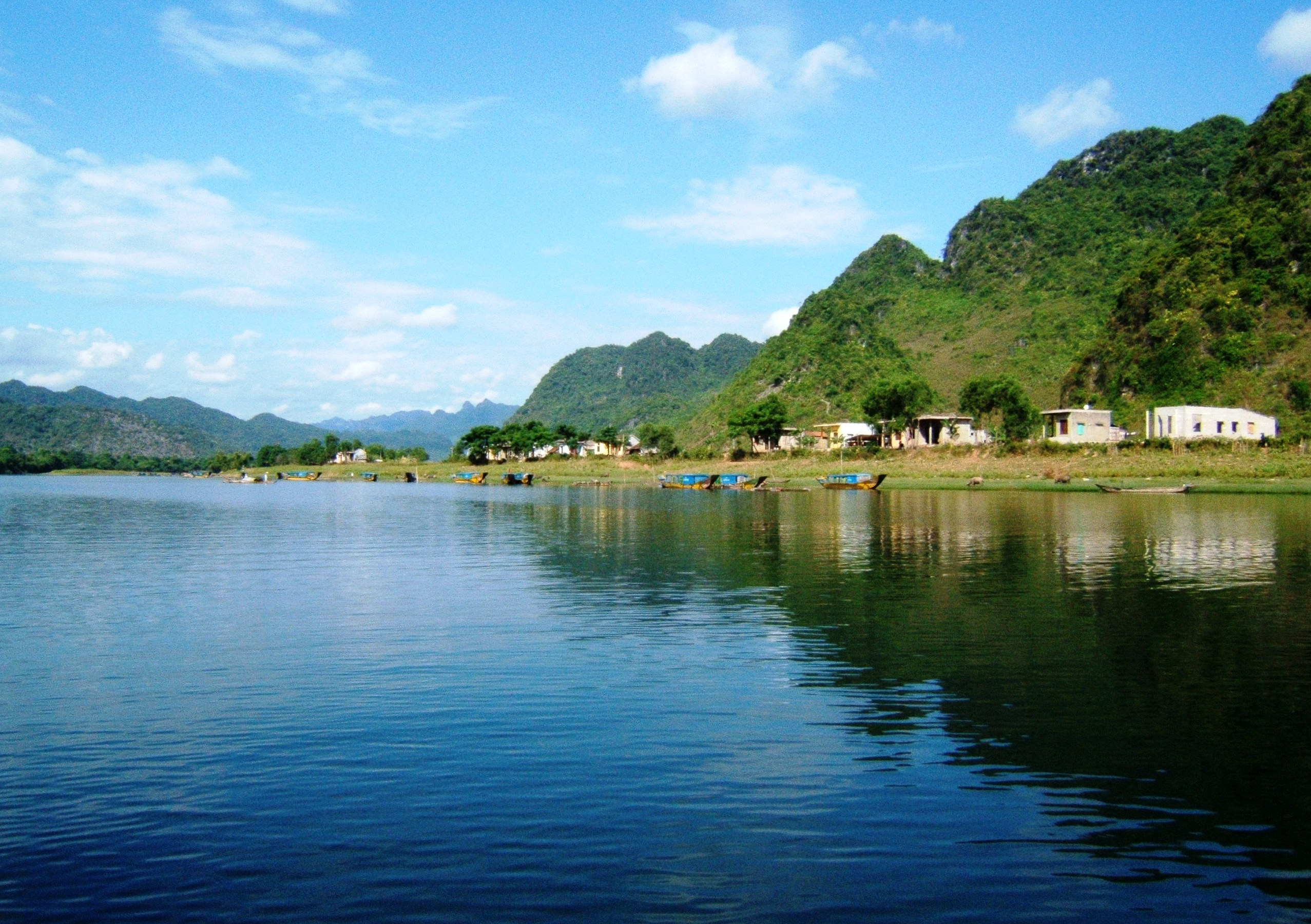
Sông Son, đường đến động Phong Nha
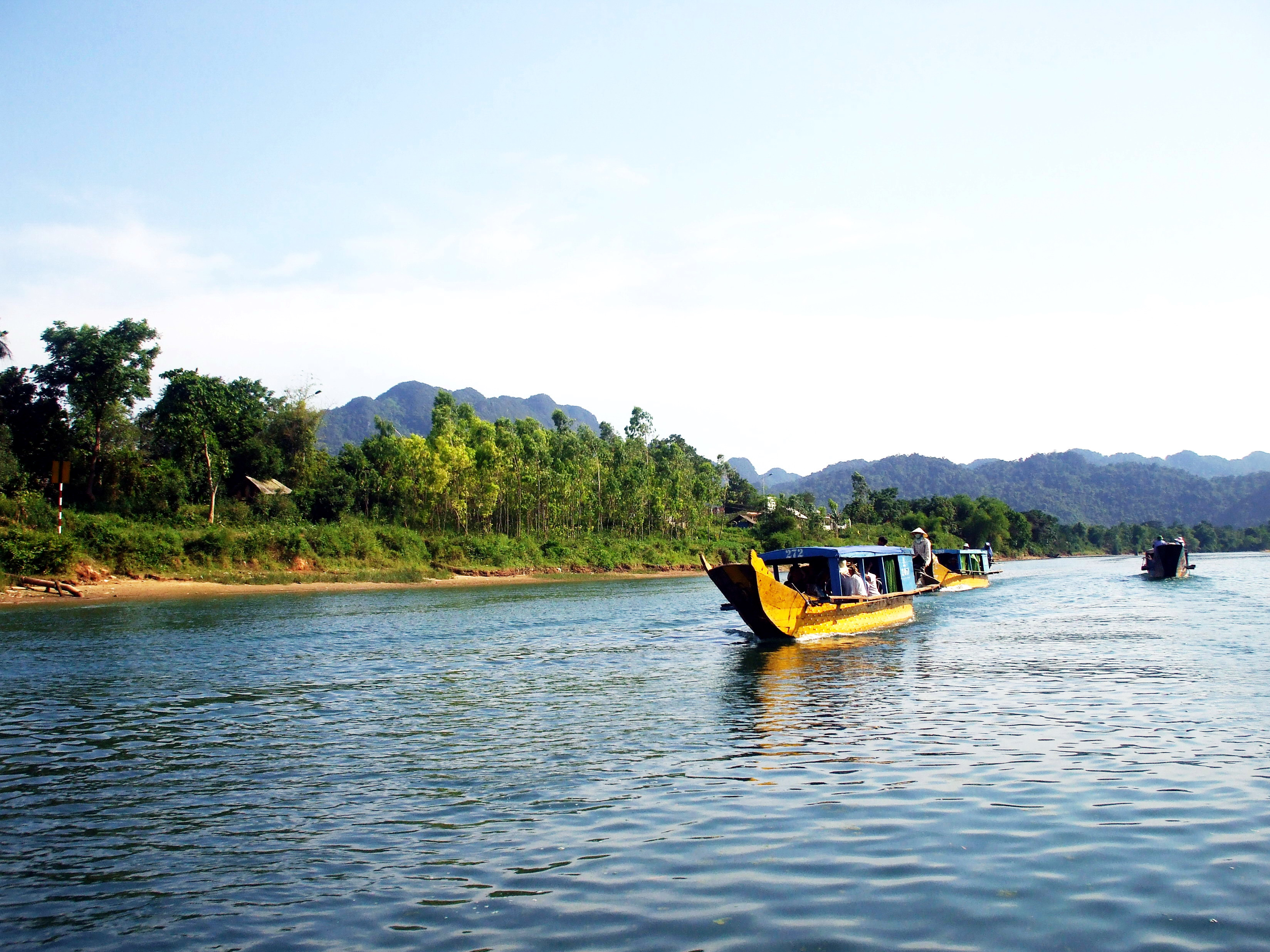
Thuyền du lịch trên sông Son
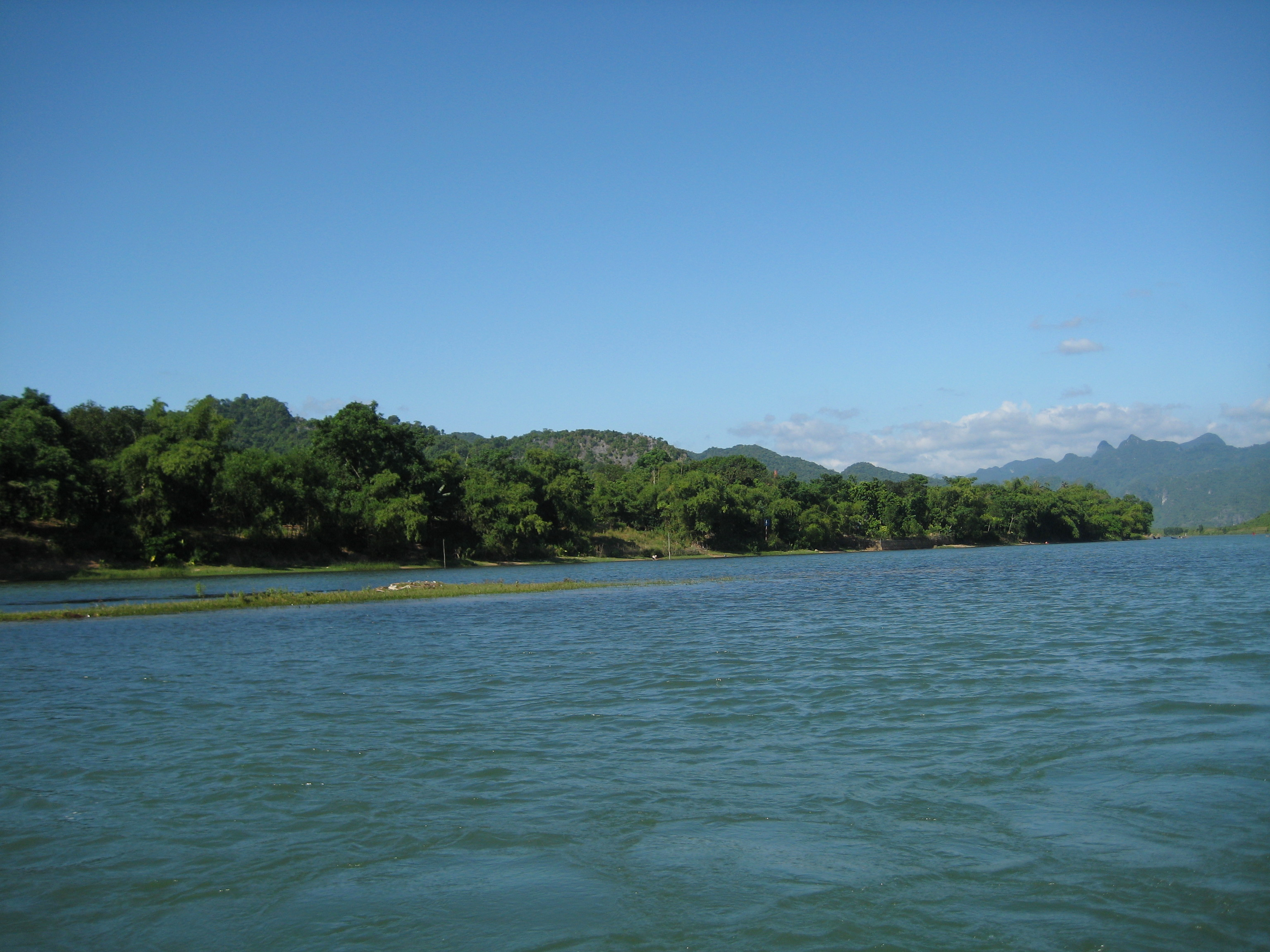
Sông Son đoạn gần Phong Nha
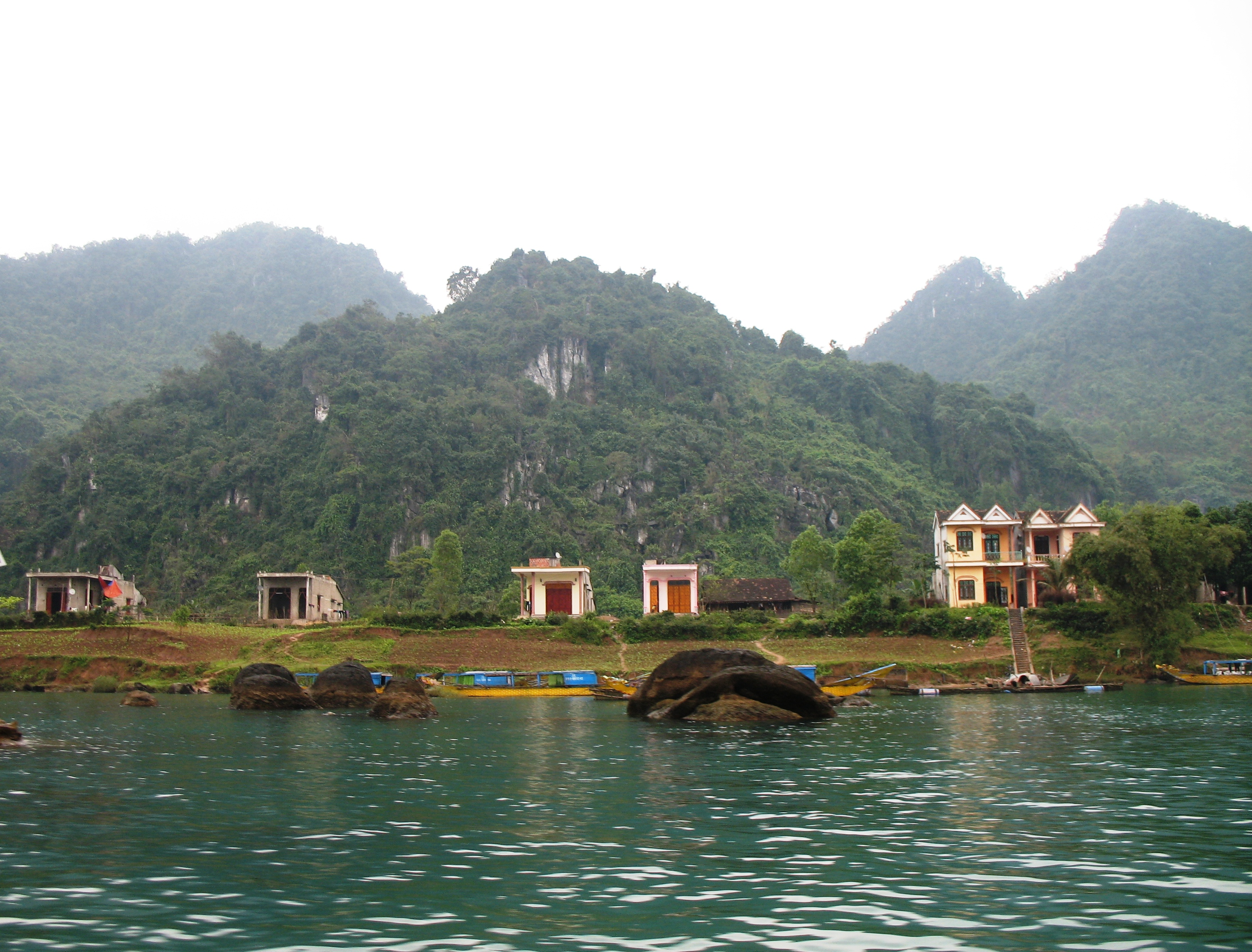
Sông Son ở Bố Trạch, Quảng Bình
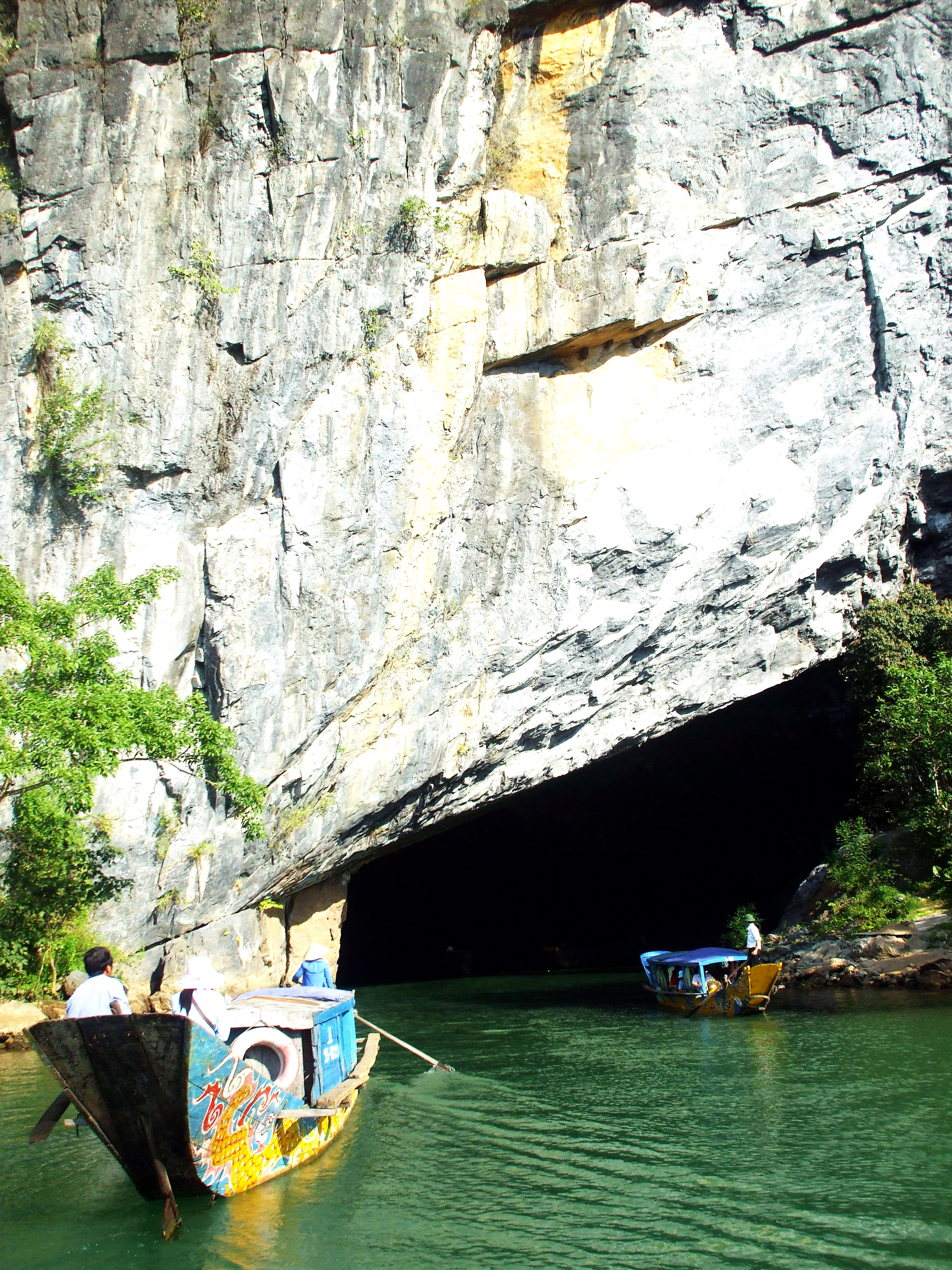
Sông Son, đoạn ở cửa động Phong Nha